# Dreifelder Weiher

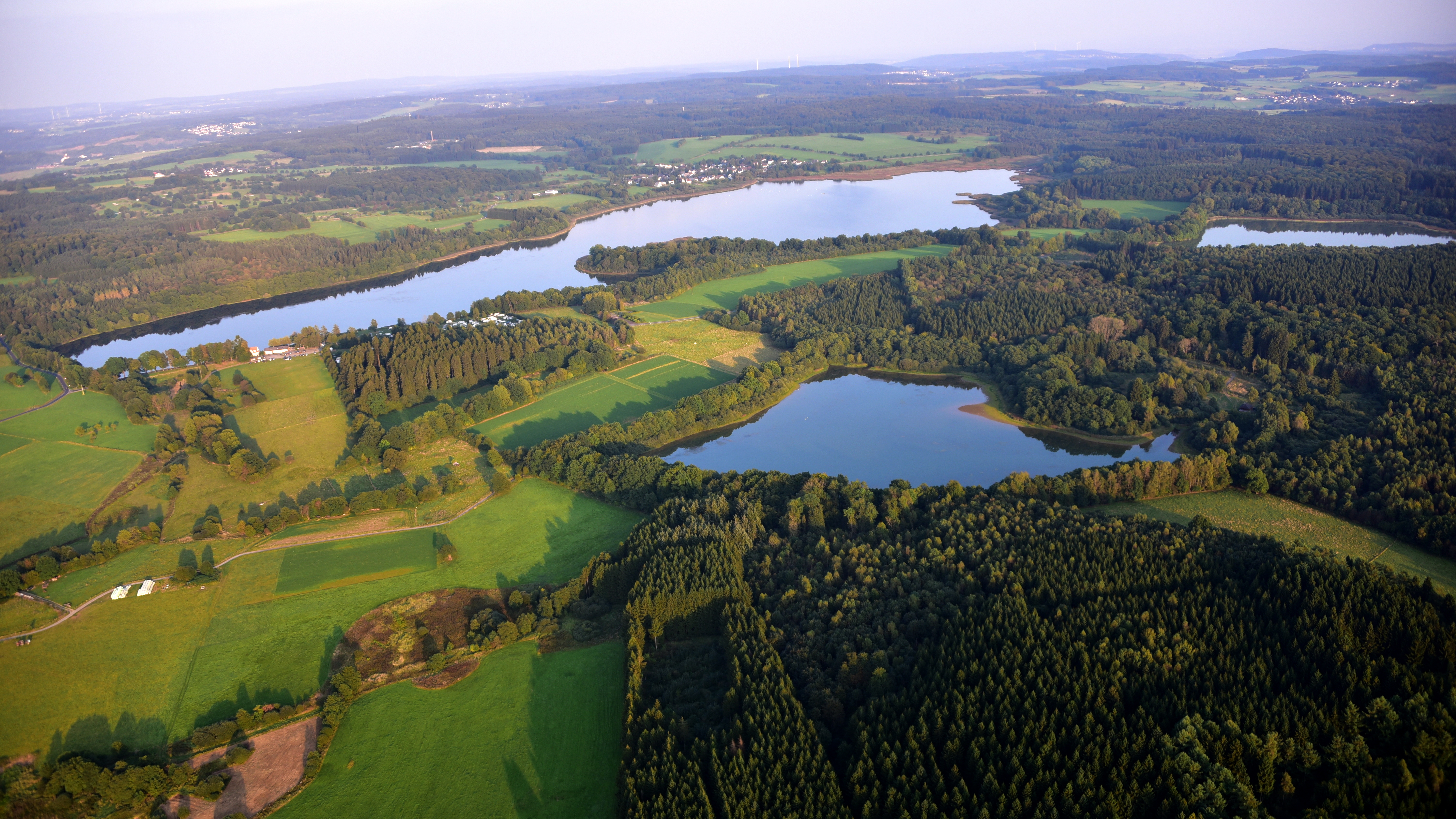
Dreifelder Weiher (hinten), Luftaufnahme (2016)

Der Dreifelder Weiher ist mit einer Oberfläche von 123 ha der größte Weiher der im Westerwald (Rheinland-Pfalz, Deutschland) gelegenen Westerwälder Seenplatte.

## Geographische Lage
Der Dreifelder Weiher befindet sich im Nordteil des Westerwaldkreises, der im nördlichen Teil von Rheinland-Pfalz liegt. Er gehört zur kleinen Gemeinde Dreifelden, die an seinem Ostufer liegt und der Verbandsgemeinde Hachenburg angeschlossen ist. An seinem Westufer befindet sich die kleine Ansiedlung Seeburg (24 Einwohner).
Die Oberfläche des Dreifelder Weihers, der etwa 2 km lang und maximal knapp 1 km breit ist, liegt auf etwa 410 m ü. NN. Der Weiher liegt nahe den Quellen von Sayn, Holzbach und Wied; letztere entspringt direkt nördlich der nahegelegenen Ortschaft Linden und durchfließt den Weiher, in den sie am Ostufer einfließt, in nordwestlicher Richtung.
Er ist über einen Ablaufgraben mit dem unter Naturschutz stehenden Haidenweiher verbunden.
Etwa zwei Kilometer südwestlich des Dreifelder Weihers verläuft die Bundesstraße 8.

## Geschichte

### Entstehung
Der Dreifelder Weiher ist ein flaches, künstlich angelegtes Stillgewässer (ein Teich), dessen Wasser wegen seines am Nordufer befindlichen Absperrbauwerks auch abgelassen werden könnte. Der Weiher wurde nach Ende des Dreißigjährigen Kriegs zusammen mit fünf weiteren Weihern vom Grafen Friedrich III. zu Wied (1634–1698) zum Zweck der Fischzucht in teils sumpfigem Gelände angelegt, die gräfliche Jagdstation Haus Seeburg dabei zu einem herrschaftlichen Hof erweitert.
Die Umgebung der Westerwälder Seenplatte war bevorzugtes Jagdgebiet und auch Objekt der frühen naturwissenschaftlichen Studien des Prinzen Maximilian zu Wied, der später durch seine naturwissenschaftlich dokumentierten Amerikareisen bekannt wurde.

### Heute
Weite Teile des Dreifelder Weihers und seiner Umgebung sind aufgrund ihrer Verlandungszonen mit seltenen Pflanzen- und Tierarten als Naturschutzgebiete ausgewiesen.
Die Landschaft rund um den Weiher ist touristisch erschlossen. Touristen können beispielsweise auf dem am nordwestlichen Ufer des Weihers gelegenen Campingplatz übernachten.
Einmal im Jahr wird das Wasser des Sees fast gänzlich abgelassen, um aus dem abfließenden Wasser die mitgespülten Fische herauszufischen. Sonst wird der Weiher hauptsächlich für sportliche Aktivitäten genutzt.
Seit 2019 ist der Dreifelder Weiher zusammen mit den anderen Weihern der Westerwälder Seenplatte im Besitz der NABU-Stiftung Nationales Naturerbe.

## Vegetation
Die naturnahen Stillgewässer der Westerwälder-Seenplatte und somit auch des Dreifelder Weihers sind von landesweiter Bedeutung für den Schutz von Tier- und Pflanzenarten. Der Weiher wurde ebenfalls zum europäischen Fauna-Flora-Habitat-Schutzgebiet ernannt. Dafür ausschlaggebend ist das hohe Vorkommen der seltenen Zwergbinsenfluren. Die Ei-förmigen Sumpfbinsen sind zum Beispiel nach dem Trockenfallen des Weihers in der Lage, nach kürzester Zeit aufzublühen. Die Ufervegetation wird ebenfalls durch stark ausgedehnte Schilfzonen geprägt.

## Wandern
Die Gesamtstrecke der befestigen Wege, die um den Dreifelder Weiher führen, beträgt 5,9 km. Den Weiher passiert der 7-Weiher-Weg, ein etwa 36 km langer Rundwander- und Radweg im Hohen Westerwald.